# ينبوع الشباب
ينبوع الشباب (بالإنجليزية: The Fountain Of Youth)‏ هو عبارة عن نبع من المفترض أن يعيد الشباب لكل من يشرب منه أو يستحم به.
رواية مثل ينبوع الشباب رويت عبر العالم لآلاف السنين، ظهرت في كتابات هيرودوت في القرن الخامس قبل الميلاد وفي قصائد الأسكندر الرومانسية في القرن الثالث الميلادي وكذلك ذكرها الكاهن يوحنا خلال الحروب الصليبية الأولى، وهي واضحة بشكل جلي عند شعوب الكاريبي الأصليين خلال رحلات الاستكشاف في القرن السادس عشر والذين تحدثوا عن مياه مجددة للشباب ذات قدرات عجائبية في أرض تدعى بيميني.
الأسطورة أصبحت بارزة في القرن السادس عشر حينما ارتبطت بالمستكشف الأسباني خوان بونثي دي ليون الحاكم الأول لبورتو ريكو عندما وصل إلى فلوريدا بحثا عن الينبوع 1513.

## الروايات الأولى

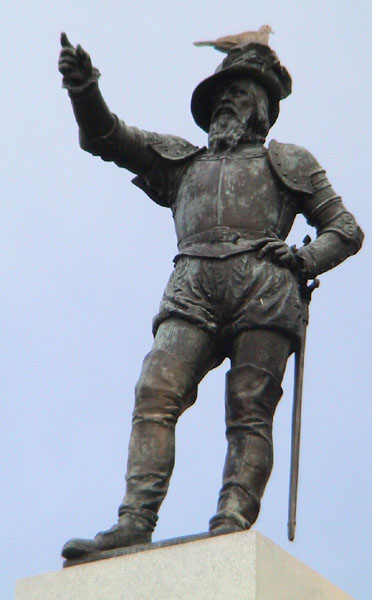
نصب أوغسطين (فلوريدا) - خوان بونس دي ليون

قصة «ماء الحياة» ظهرت في الروايات الشرقية من قصائد الأسكندر الرومانسية التي تصف الأسكندر الكبير وخادمه عند عبور أرض الظلمات لإيجاد عين الماء الاسطوري هذا، والخادم في القصة هو نفسه الخضر معلم الأنبياء، وهذه الروايات أطلقت العنان للخيال في القرون الوسطى حتى تأثر بها فن قوطي , ففي الأيقونة الأوربية المرآه العاجية للرسام كرانتش يظهر فيها أناس يستحمون داخل مسبح وتبدو عليهم نضارة الشباب.
بالتأكيد هناك عدد لا يحصى من الروايات بنفس القدر من الخيال منها إكسير الحياة وحجر الفلاسفة وأرض الأبدية
المني هو ينبوع الشباب هذه هي الحقيقة
وفقا للأسطورة سمع الأسبان بهذه الجزيرة من شعب أراواك في هسبانيولا كوبا.
سكان الكاريبي وصفوا جزيرة بيميني أو بينيني الأسطورية بجزيرة غنية ومزدهرة و مرتطبة بينبوع الحياة. أعتقد بونس دي ليون أن الجزيرة تقع شمال غرب الباهاماس.

## خوان بونثي دي ليون
قصة نبع الحياة في القرن السادس عشر أصبحت مرتبطة بسيرة الفاتح بونس دي ليون مكتشف جزيرة بينيني آنذاك على الرغم من أن السكان الأصليين من المحتمل أنهم وصفوا له أرض المايا في يوكاتان، على كل بونس دي ليون لم يذكر النبع في كتاباته خلال رحلاته الإستكشافية . إلا أن نبع الحياة لم يرتبط باسمه إلا بعد وفاته.